# V/H/S: Вирално
V/H/S: Вирално (енгл. V/H/S: Viral) амерички је антологијски хорор филм из 2014. године, рађен техником пронађеног снимка, од креатора Бреда Миске и продукцијске куће Bloody Disgusting. Представља наставак филма V/H/S/2 (2013) и састоји се из пет целина које су режирали Марсел Сармијенто, Грег Бишоп, Начо Вигалондо, Џастин Бенсон, Арон Скот Мурхед и Тод Линколн. Централни сегмент филма назван је Опасни кругови, а он у себи приказује преостала четири сегмента: Данте Велики, Паралелна чудовишта, Олуја костију и Величанствени вортекс, који је уклоњен из званичне верзије филма, због тога што му се није уклапао по тону.
Филм је дистрибуиран као видео на захтев 23. октобра 2014, а након тога имао је ограничено биоскопско приказивање у новембру исте године. Премијера на Нетфликсу била је 20. марта 2015, у дистрибуцији продукцијске куће . Добио је негативне оцене критичара и сматра се најлошијим делом у серијалу V/H/S.
Године 2021. снимљен је нови наставак под насловом V/H/S/94, који је изазвао боље реакције од овог дела.

## Радња
Док полиција Лос Анђелеса јури мистериозног возача камиона, младић у потрази за славом им се прикључује како би направио вирални видео, не схвативши да је на тај начин ставио у опасност себе и своју девојку. У међувремену, људи из њиховог суседства добијају видео поруке, које узрокују да постану насилни.

## Улоге
| Глумац           | Улога           |
| ---------------- | --------------- |
| Патрик Лори      | Кевин           |
| Емилија Зорјан   | Ирис            |
| Стив Беренс      | полицајац       |
| Џастин Велборн   | „Данте Велики”  |
| Еми Арго         | Скарлет Кеј     |
| Кери Киган       | саму себе       |
| Блер Редфорд     | самог себе      |
| Густаво Салмерон | Алфонсо         |
| Маријан Алварез  | Марта           |
| Ник Бланко       | Дени            |
| Чејс Њутон       | Џејсон          |
| Шејн Брејди      | Тејлор          |
| Кристијан Толедо | Сем             |
| Џејден Робинсон  | императорка     |
| Џексон Џејмс     | маскирани човек |